# Cacopsylla tenuata
Cacopsylla tenuata är en insektsart som först beskrevs av Jensen 1951.  Cacopsylla tenuata ingår i släktet Cacopsylla och familjen rundbladloppor. Inga underarter finns listade i Catalogue of Life.